# Corbellino Corradi

Stemma primitivo della famiglia Corradi-Gonzaga sino al 1328

Corbellino (Corbello) Corradi, o Corradi da Gonzaga (Gonzaga?, ... – Mantova?, fine XII secolo), è stato un politico italiano.

## Biografia
Era figlio di Filippo Corradi, fratello di Abramino (il capostipite della famiglia Corradi-Gonzaga). Secondo lo storico mantovano Jacopo Daino, che per primo tracciò una cronaca della dinastia, Corbellino fu il capostipite della genealogia dei Gonzaga.
Noto come Corbellinus de Gonzaga, era originario presumibilmente della cittadina di Gonzaga e fu il primo esponente della famiglia ad inurbarsi a Mantova, ricoprendo nel 1189 la carica pubblica come assessore alla podesteria della città. Con Corbellino ebbe inizio l'occupazione di cariche pubbliche da parte della famiglia, che fu preludio alla conquista di Mantova da parte dei futuri signori Gonzaga nel 1328. Il 9 ottobre 1189 fu investito dal vescovo di Mantova Sigifredo del feudo e del castello di Campitello. Godendo di alta reputazione, fu incaricato nel 1199 assieme al fratello Abramino a trattare la pace tra Mantova e Padova.

## Discendenza
Corbellino ebbe quattro figli:
- Gherardo
- Corrado, nel 1199 concluse un trattato di alleanza con Padova contro Verona e Vicenza
- Guido
- Gualtieri